# Leucon heterostylis
Leucon heterostylis är en kräftdjursart som beskrevs av William Thomas Calman 1907. Leucon heterostylis ingår i släktet Leucon och familjen Leuconidae. Inga underarter finns listade i Catalogue of Life.